# Липосцелиды
Липосцелиды (лат. Liposcelididae) — семейство сеноедов из подотряда Trogiomorpha.

## Описание
Усики 15-сегментные, лациния трёхзубая, нижнегубной щупик односегментный, глаза более или менее сильно редуцированы, иногда до нескольких омматидиев, глазки имеются или отсутствуют. Крылья редуцированные, с несколькими продольными жилками или отсутствуют. Переднегрудь увеличена, переднеспинка спереди трёхлопастная, среднеспинка и заднеспинка раздельные (у крылатых особей) или сросшиеся (у бескрылых). Задние бёдра утолщённые; лапки трёхсегментные, коготки с зубцом, пульвилла и базальная щетинка отсутствуют. Наружные створки яйцеклада расширенные. Гипандрий самца образован восьмым или девятым стернитом, простой, в виде створки; парамеры пениса на вершине более или менее сильно крючковидно изогнутые.

## Экология
Эти сеноеды свободноживущие, синантропы или нидиколы.

## Классификация
Около 200 видов.
Подсемейство Embidopsocinae
- Belapha
- Belaphopsocus
- Belaphotroctes
- Chaetotroctes
- Embidopsocopsis
- Embidopsocus
- Troctulus

Подсемейство Liposcelidinae
- Liposcelis[6]
- Troglotroctes

## Палеонтология
В ископаемом состоянии известны из балтийского, бирманского и доминиканского янтарей.
- †Cretoscelis Grimaldi and Engel 2006 — бирманский янтарь, Мьянма